# Chasseurs de primes (film, 2002)
Pour l’article homonyme, voir Chasseurs de primes.
Pour plus de détails, voir Fiche technique et Distribution.
Chasseurs de primes (All About the Benjamins) est un film américano-allemand réalisé par Kevin Bray, sorti en 2002.

## Synopsis
À Miami, où il exerce la profession de chasseur de primes, Bucum s'est lancé sur les traces d'un petit escroc dénommé Reggie. Il le retrouve accidentellement dans un entrepôt où se déroule un important vol de diamants. Au mauvais endroit au mauvais moment ! Bucum parvient à s'enfuir sous une pluie de balles et Reggie s'en sort de justesse laissant un billet de loterie gagnant dans la voiture des gangsters...

## Fiche technique
- Titre français : Chasseurs de primes
- Tiitre original : All About the Benjamins
- Réalisation : Kevin Bray
- Scénario : Ronald Lang & Ice Cube
- Musique : John Murphy
- Photographie : Glen MacPherson (en)
- Montage : Suzanne Hines
- Production : Matt Alvarez & Ice Cube
- Sociétés de production : New Line Cinema, Cube Vision, Flipside Entertainment & Linovo Productions GmbH & Co. KG
- Société de distribution : New Line Cinema
- Pays :  États-Unis,  Allemagne
- Langue : Anglais Français
- Format : Couleur - DTS - Dolby Digital - SDDS - 35 mm - 2.35:1
- Genre : Action, Comédie
- Durée : 95 min

## Distribution
- Ice Cube (VF : Jean-Paul Pitolin ; VQ : François L'Écuyer) : Bucum
- Mike Epps (VF : Lucien Jean-Baptiste ; VQ : Daniel Picard) : Reginald «Reggie» Wright
- Eva Mendes (VF : Nathalie Karsenti ; VQ : Julie Burroughs) : Gina
- Tommy Flanagan (VF : Jean-François Vlérick ; VQ : Sébastien Dhavernas) : Williamson
- Carmen Chaplin (VF : Juliette Degenne) : Ursula
- Roger Guenveur Smith (VF : Marc Saez ; VQ : Jacques Lavallée) : Julian Ramose
- Valarie Rae Miller (VF : Annie Milon) : Pam
- Anthony Giaimo (VF : Hervé Jolly ; VQ : Luis De Cespedes) : Martinez
- Evelyn Brooks : Mme Steinberg
- Joan Turner : Mme Scharfenberg
- Antoni Corone (VF : Vincent Violette) : le capitaine Briggs
- Anthony Michael Hall : Lil J
- Shad Moss : Kelly
- Jeff Chase : Mango
- Gino Salvano : Mickey
- Dominic Chianese Jr. : Roscoe